# (16745) Zappa
Ne doit pas être confondu avec (3834) Zappafrank.
(16745) Zappa est un astéroïde de la ceinture principale.

## Description
(16745) Zappa est un astéroïde de la ceinture principale. Il fut découvert en Italie le 9 août 1996 à l'observatoire San Vittore. Il présente une orbite caractérisée par un demi-grand axe de 2,623 UA, une excentricité de 0,143 et une inclinaison de 10,56° par rapport à l'écliptique.

## Nom
L'objet fut nommé en hommage à l'astronome italien Giovanni Zappa (1884-1923), qui calcula les orbites d'astéroïdes et de comètes.

## Compléments